# Wolna licencja
Wolna licencja – umowa licencyjna z mechanizmem copyleft, w której wszyscy dostają szereg wolności związanych z podmiotem licencji. Bardziej liberalną wersją wolnej licencji jest licencja otwarta.

## Definicja

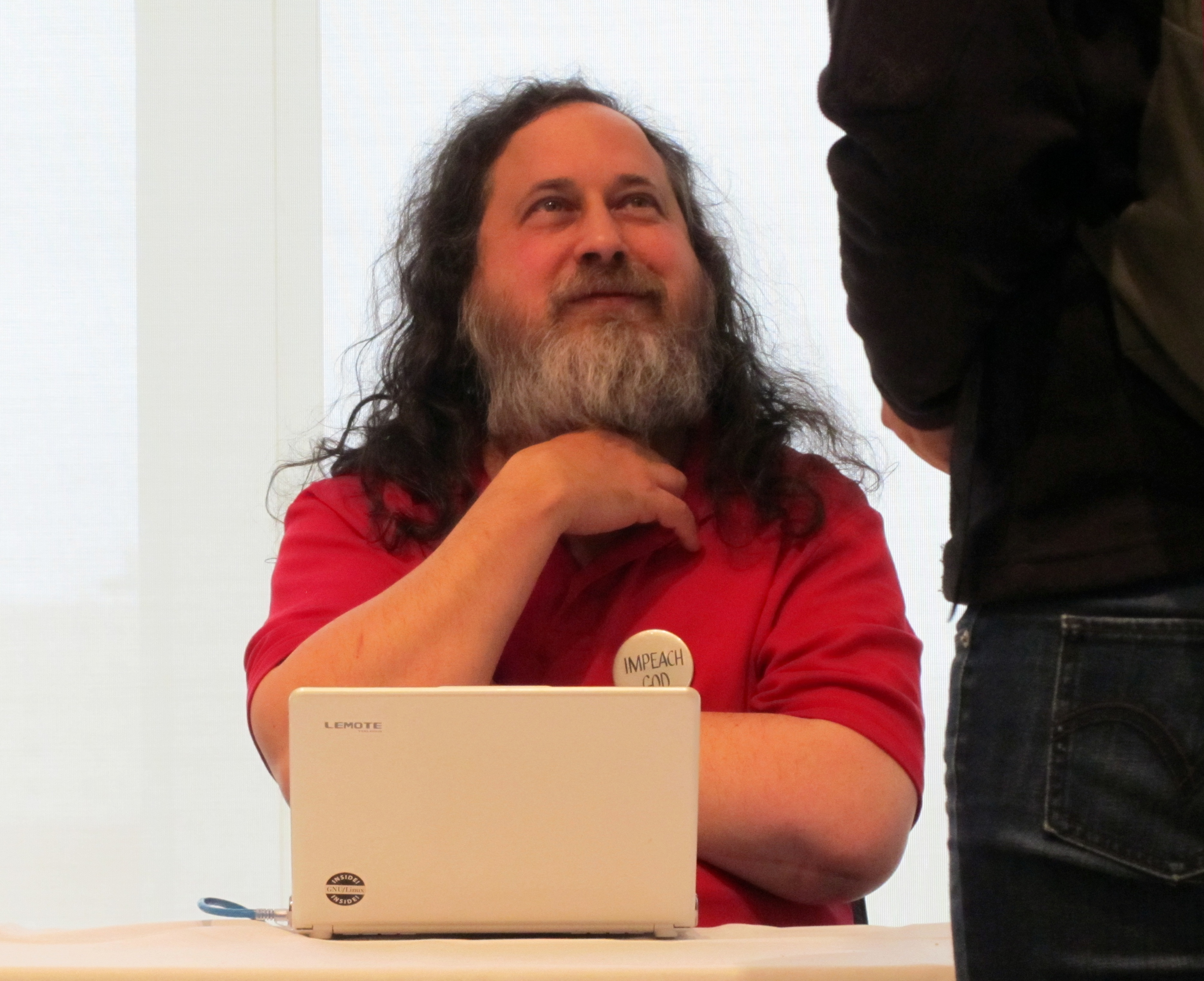
Richard Stallman – twórca ruchu wolnego oprogramowania.

Licencję nazywa się wolną gdy nie ogranicza w żaden sposób 4 podstawowych wolności:
- Wolność wykorzystywania i odtwarzania utworu
- Wolność poznawania dzieła oraz stosowania zawartych w nim informacji
- Wolność redystrybucji
- Wolność dystrybucji dzieł pochodnych

Oryginalnie te wolności odnosiły się do oprogramowania i zdefiniował je Richard Stallman:
- Wolność do uruchamiania programu zgodnie z wolą użytkownika, w dowolnym celu (wolność 0).
- Wolność do analizowania, jak działa program i zmieniania go aby wykonywał obliczenia według potrzeb użytkownika (wolność 1). Warunkiem koniecznym jest dostęp do kodu źródłowego.
- Wolność do rozpowszechniania kopii, pomocy innym ludziom (wolność 2).
- Wolność do udoskonalania programu i publicznego rozpowszechniania własnych ulepszeń, dzięki czemu może z nich skorzystać cała społeczność (wolność 3). Warunkiem koniecznym jest tu dostęp do kodu źródłowego.

Te same wolności spełnia otwarta licencja.

### Różnice między wolną, a otwartą licencją
Różnice między wolną, a otwartą licencją sprowadzają się do różnych mechanizmów rozpowszechniania. Użytkownik wolnej licencji nie może udostępnić dzieła (ani jego zmodyfikowanej wersji) na innej licencji niż wolna. Z jednej strony taki mechanizm lekko ogranicza możliwości redystrybucji. Z drugiej pilnuje aby każdy miał dostęp do wszystkich wersji dzieła. Otwarta licencja zezwala na redystrybucję dzieła na dowolnej licencji. Działa to podobnie do domeny publicznej, lecz otwarta licencja zachowuje prawa własności autora.
Wolna licencja skupia się na pierwszych dwóch wolnościach, otwarta na dwóch ostatnich. Liberalność otwartej licencji polega na braku mechanizmu copyleft.

### Podmiot licencji
W przeciwieństwie do licencji o charakterze zamkniętym, która udzielana jest określonemu podmiotowi, licencja wolna (i otwarta) jest udzielana wszystkim zainteresowanym tym utworem. Dysponent majątkowych praw autorskich przez taką licencję składa deklarację gotowości udostępnienia swojego utworu na określonych warunkach.

## Historia powstawania

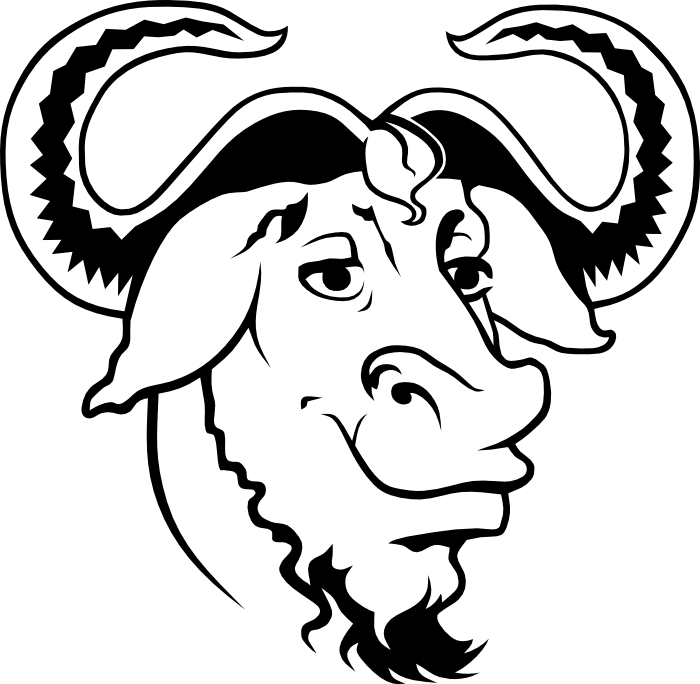
Logo projektu GNU. Nazwa przypadkiem zbiegła się z rodzajem antylopy.

Pierwszą próbą stworzenia wolnej licencji było napisanie przed Richarda Stallmana Manifestu GNU w 1983 roku. Tekst zachęcał innych programistów do włączenia się do współtworzenia edytora Emacs i innych komponentów projektu GNU. Każdy miał mieć dostęp do kodu źródłowego, możliwość wprowadzania modyfikacji oraz rozpowszechniania go. Wszystkie wersje miały mieć załączony plik z manifestem oraz licencją Emacs General Public License.

W 1988 roku pojawiła się inicjatywa Free Software Foundation zastąpienia Emacs General Public License pierwszą wersją GNU General Public License. Zapowiedzieli to w czerwcowym komunikacie:
Licencja GNU General Public License daje nam wszystkie wolności, o które tak walczymy i zabrania zabieraniu tych wolności komukolwiek w przyszłości. (Treść licencji to kilka stron dość skomplikowanych przepisów, ułożonych przez naszych prawników by licencja miała prawną moc.) Kopia całej licencji jest załączona do kodu źródłowego GNU i do jego dokumentacji...
Na początku 1989 roku wydali projekt GNU wraz z nową licencją.
Pierwszą otwartą licencją była wydana w 1989 roku licencja BSD. Została dołączona do systemu operacyjnego BSD w wydaniu Networking Release 1 (Net/1), który ciągle zawierał kawałki kodu będące własnością AT&T. W ciągu 18 miesięcy udało się zastąpić kod AT&T własnym kodem. Skutkiem było wydanie Networking Release 2 (Net/2). Ponieważ system BSD był otwarty, niewielkie fragmenty jego kodu odpowiedzialne za obsługę sieci zostały użyte w systemie Microsoft Windows 2000. Ponieważ kod licencji nie jest od dłuższego czasu uaktualniany, większość twórców otwartego oprogramowania wybiera licencję MIT (X11).
Utworzona w 2001 roku fundacja Creative Commons za swój cel postawiła sobie stworzenie łatwych w użyciu i dostępnych licencji. Chcieli uprościć proces dzielenia się swoim dziełem ze społecznością. W 2002 roku wydali pierwsze licencje inspirowane GNU General Public License. Już w 2003 roku ponad milion treści było pod opieką Creative Commons, a ich liczba rośnie z roku na rok. Od 2005 roku fundacja wspiera także projekty naukowe. W 2014 roku Creative Commons ogłosiło, że istnieje w internecie ponad 9 miliardów utworów zawierających odnośnik do licencji.

## Przykłady wykorzystania

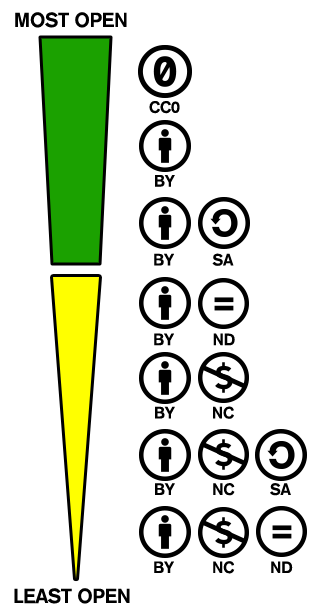
Liberalność licencji Creative Commons

### Oprogramowanie
Wolne i otwarte licencje swoje oryginalne zastosowanie miały w rozpowszechnianiu wolnego oprogramowania m.in.: Projekt GNU, Linux (Jądro), Libre Office, Firefox, itd. Taka licencja wspierała dynamiczny rozwój tego oprogramowania, ponieważ każdy miał możliwość wprowadzenia własnych zmian do źródła programu. Kolejną rzeczą było udostępnienie swoich zmian. Zgodnie ze statystykami wydania jądra linux 4.13 ponad 1600 programistów udostępniło swoje zmiany, a najbardziej zaangażowany podzielił się ponad 250 poprawkami.

### Inna Twórczość
Użycie wolnych licencji przez twórców upowszechniło się głównie dzięki licencji Creative Commons. Ta amerykańska organizacja odniosła filozofię ruchu wolnego oprogramowania do innych dziedzin nie związanych z oprogramowaniem. Stworzyli wiele licencji od bazującej na domenie publicznej CC0 po dość zamkniętą CC-BY-NC-ND. Nietrudno jest znaleźć w internecie strony udostępniające grafikę czy muzykę na wolnych licencjach. Blender Foundation udostępnia nawet własne animacje i filmy krótkometrażowe.
Popularnym wyborem wśród początkujących muzyków i artystów jest wolna licencja, ponieważ pozwala łatwiej dojść do szerszego grona słuchaczy.

### Wikipedia
Od 2009 roku Wikipedia udostępnia wszystkie swoje artykuły oraz inne zasoby na wolnej licencji Creative Commons BY-SA, o czym informuje w stopce każdego artykułu. Jest to ogromny wkład w tworzenie ogólnodostępnych źródeł wiedzy, które są codziennie aktualizowane. Wszystkie wersje językowe Wikipedii zawierają ponad 40 milionów artykułów (2017).

## Lista licencji
Istnieje wiele wolnych licencji. Poniższa lista zawiera popularniejsze licencje dotyczące kilku różnych dziedzin:
| Licencja                                        | Typ dzieła     | Copyleft  | Możliwość modyfikacji | Konieczność podania autora                      | Powiązane prawa (nienależące do autora) | Użycie                                                                 |
| ----------------------------------------------- | -------------- | --------- | --------------------- | ----------------------------------------------- | --------------------------------------- | ---------------------------------------------------------------------- |
| CC0 Public Domain Dedication                    | Uniwersalne    | nie       | nie                   | nie                                             | brak                                    | Identyczna licencja w języku angielskim                                |
| Creative Commons Attribution (BY)               | Uniwersalne    | nie       | nie                   | tak                                             | brak                                    | Adaptacje licencji wg przepisów obowiązujących na terenie danego kraju |
| Creative Commons Attribution ShareAlike (BY-SA) | Uniwersalne    | tak       | nie                   | tak                                             | brak                                    | Adaptacje licencji wg przepisów obowiązujących na terenie danego kraju |
| Licencja Wolnej Sztuki                          | Sztuka         | tak       | tak                   | tak                                             | udzielone                               | Dosłowne tłumaczenie                                                   |
| Licencja FreeBSD Documentation                  | Dokumentacja   | nie       | tak                   | częściowe                                       | udzielone                               | Identyczna licencja w języku angielskim                                |
| Licencja GNU Free Documentation                 | Dokumentacja   | tak       | tak                   | tak                                             | udzielone                               | Identyczna licencja w języku angielskim                                |
| Licencja GNU Lesser General Public              | Oprogramowanie | częściowe | tak                   | częściowe                                       | udzielone                               | Identyczna licencja w języku angielskim                                |
| Licencja GNU General Public                     | Oprogramowanie | tak       | tak                   | Konieczność skopiowania oryginalnego "nagłówka" | udzielone                               | Identyczna licencja w języku angielskim                                |
| Licencja MIT (X11)                              | Oprogramowanie | nie       | tak                   | Konieczność skopiowania oryginalnego "nagłówka" | udzielone                               | Identyczna licencja w języku angielskim                                |
| Licencja BSD                                    | Oprogramowanie | nie       | tak                   | Konieczność skopiowania oryginalnego "nagłówka" | udzielone                               | Identyczna licencja w języku angielskim                                |